# Etilbenzeno
O etilbenzeno é um hidrocarboneto aromático líquido inflamável, de fórmula C8H10. Sua importância é a produção de estireno.
Como medida de segurança, as pessoas devem evitar contato com o líquido e o seu vapor. Em caso de vazamento, isolar o local, ficar contra o vento para não respirar o seu vapor e chamar o Corpo de Bombeiros. 
.